# Max Schmitt in a Single Scull
Max Schmitt in a Single Scull (également connu sous le nom de The Champion Single Sculls ou The Champion, Single Sculls) est une peinture de 1871 par Thomas Eakins. Elle fait partie de la collection permanente du Metropolitan Museum of Art. Située sur la rivière Schuylkill à Philadelphie, en Pennsylvanie, l'œuvre célèbre la victoire de l'ami d'Eakins Max Schmitt lors d'une compétition de skiff le 5 octobre 1870. 

## Max Schmitt

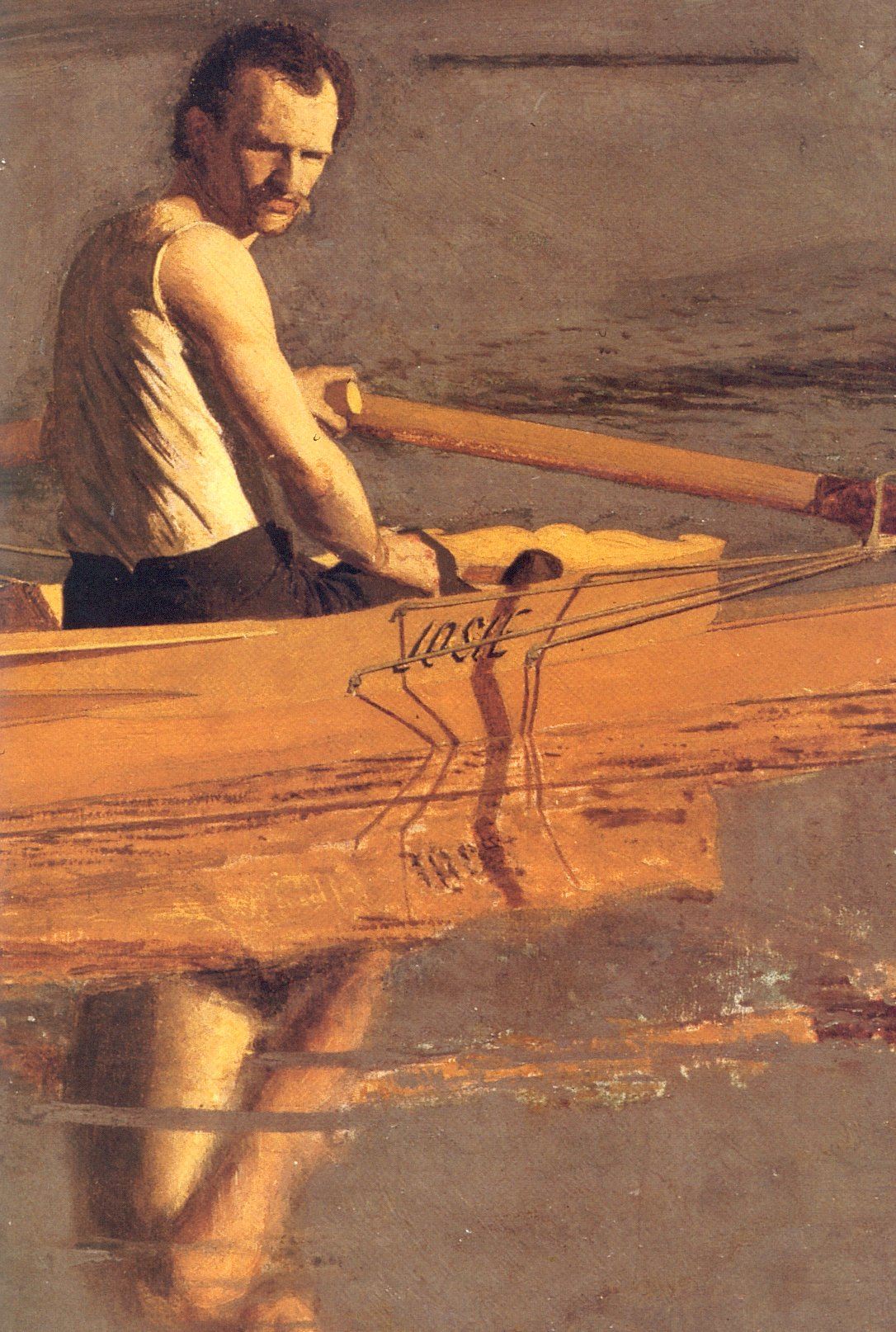
Détail de Schmitt.

Max Schmitt (1843-1900) avait fréquenté la Philadelphia Central High School avec Eakins, et les deux étaient des amis proches. Schmitt est membre du Pennsylvania Barge Club (Eakins est supposé en faire partie aussi) un des neuf clubs masculins de l'association de clubs d'aviron Schuylkill Navy. La Schuylkill Navy est fondée en 1858 avec environ 300 membres et organise des régates annuelles en 1859 (avec un hiatus de quatre ans à cause de la guerre civile américaine). Initialement, les courses étaient pour des embarquations à 6 et 4 rames, mais un nouveau type de bateau léger gagne rapidement en popularité : le skiff de course.     

## Course

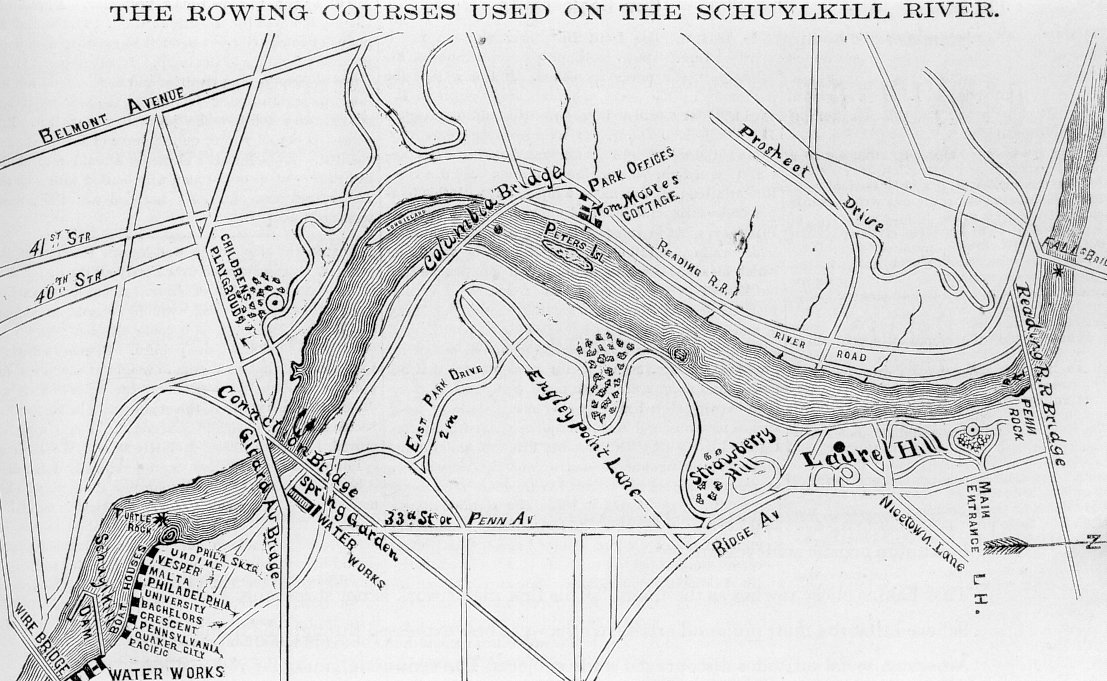
Parcours d'aviron de la rivière Schuylkill, 1872.

En 1870, les quatre meilleurs rameurs de la Schuylkill Navy appartiennent tous au Pennsylvania Barge Club : Schmitt, Charles Brossman (qui avait remporté le titre en 1868 et battu Schmitt dans la course de 4 miles en septembre 1867), Austin Street (qui s'était classée deuxième en 1868) et John Lavens Jr. Ils sont les quatre concurrents de la course de championnat d'octobre. 
Le parcours fait 3 miles de long, commençant près de Turtle Rock (Turtle Rock Light est le phare à l'extrémité nord-ouest de Boathouse Row), se dirigeant sous Girard Avenue et les ponts de raccordement de Pennsylvania Railroad jusqu'à un piquet près du Columbia Railroad Bridge, faisant un tour à 180 degrés autour du piquet, puis redescendant vers la ligne de départ.

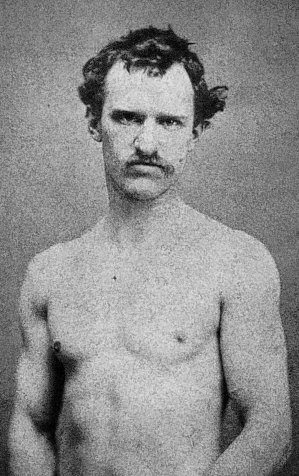
Max Schmitt, vers 1871.

Schmitt a rapidement pris la tête, suivi de Street, Brossman et Lavens. Sous le pont de Girard Avenue, Brossman et Street sont partis à la faute, les rames de l'un reposant sur le bateau de l'autre. Schmitt avait désormais trois longueurs d'avance. Street et Brossman ont de nouveau commis une faute dans la tentative du premier de tourner le piquet, traversant ainsi la proue de Brossman. Schmitt n'a eu aucun mal à maintenir l'avantage qu'il avait pris et a gagné facilement. 
Schmitt établi un nouveau record, terminant le parcours de 3 miles et un virage en 20 minutes. 
Schmitt ne défend pas son titre l'année suivante, et Lavens gagne avec un temps de 19 minutes 59. Schmitt a couru en tête-à-tête contre Lavens pour le championnat de simple en couple en 1872, et a gagné (mais n'a pas battu le record de Lavens). Schmitt s'absente en 1873 et Lavens gagne. Les deux courent à nouveau en tête-à-tête en 1874, et Schmitt a de gagne. Ayant regagné le championnat (mais pas le record) et n'ayant jamais été battu par Lavens, Schmitt se retire de la compétition. Cette même année, ils unissent leurs forces pour aider à gagner la compétition Four-Oared Shell pour le Pennsylvania Barge Club. Un autre tableau d'Eakins (inachevé) pourrait commémorer cette victoire du 17 juin 1874. 

## Œuvre

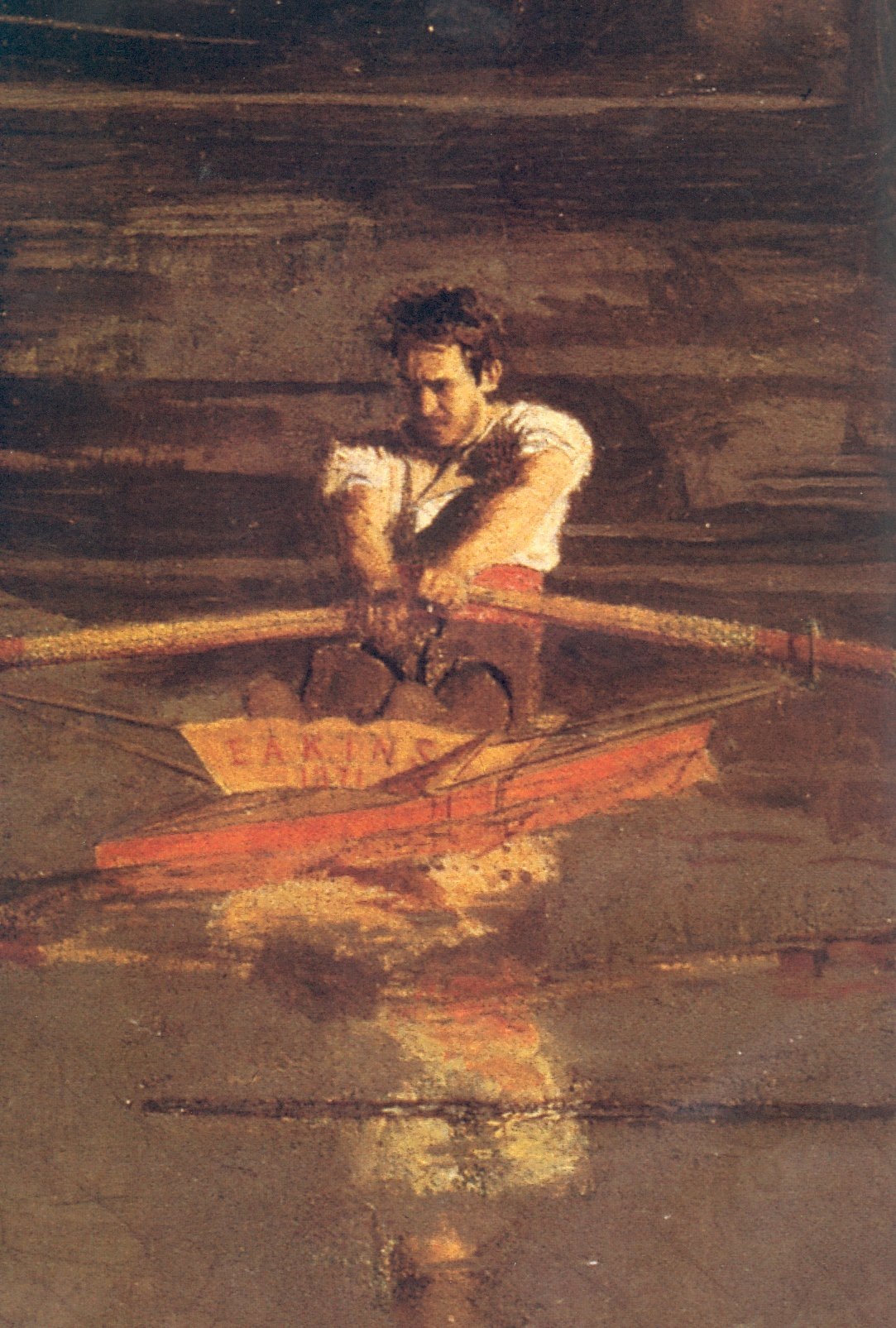
Détail : l'autoportrait d'Eakins.

Eakins revient à Philadelphie en juillet 1870, après quatre années d'études à l'École des Beaux-Arts de Paris. Il est témoin de la victoire de Schmitt en octobre. La composition du tableau fait écho à l'événement en reproduisant les conditions météorologiques et la position du soleil à la date et à l'heure du triomphe de Schmitt. Plutôt qu'au milieu de la compétition, Schmitt est représenté presque au repos, traînant ses rames avec les tourbillons de son parcours visibles dans l'eau. L'emplacement est juste en aval du Columbia Railroad Bridge, le site du virage dans la course. 
Eakins, un rameur passionné lui-même qui « était particulièrement fasciné par l'aviron comme une image intense exprimant à la fois la discipline physique et morale », s'est représenté comme le rameur à mi-distance. Il signe le tableau « Eakins, 1871 » sur la poupe. C'est la première de ses presque trente œuvres d'aviron — croquis, peintures à l'huile, aquarelles, dessins en perspective — créées jusqu'à la fin de 1874. 
La peinture montre les influences de ses professeurs en France, Jean-Léon Gérôme et Léon Bonnat ainsi que celle de Diego Velázquez. 

## Accueil
Le tableau n'a été exposé qu'une seule fois au cours de la vie d'Eakins, à l'Union League of Philadelphia pendant quatre jours en avril 1871. Les critiques étaient mitigées. 

« Ce dernier artiste [Eakins], récemment rentré d'Europe et sous l'influence de Gérôme, a également une photo intitulée « The Champion Single Sculls » (n°137), qui, bien que particulière, a plus qu'un intérêt ordinaire. L'artiste, en traitant si hardiment et si largement de la banalité de la nature, travaille sur des théories bien étayées et, malgré un effet quelque peu dispersé, promet un avenir remarquable »

— Philadelphia Bulletin.

« Thomas Eakins en montre deux, un portrait et une scène de rivière, intitulée « The Champion Sculls ». Tout en manifestant un talent marqué, en particulier dans la peinture du rameur au premier plan, l'ensemble n'est guère satisfaisant. La lumière sur l'eau, sur le rameur et sur les arbres qui bordent la rive indique que le soleil brille férocement, mais en regardant vers le haut, on perçoit un ciel de plomb étrangement terne. »

— Philadelphia Inquirer.
Une critique de 2007 :

« Ce tableau, le premier des 24 tableaux d'aviron qu'Eakins a achevés en quatre ans, était la première fois que l'aviron était au centre d'un art sérieux. Cependant, les critiques étouffants de Philadelphie n'ont pas bien compris le sujet d'Eakins, même si l'aviron était, à l'époque, l'un des sports les plus populaires. Un critique a fait remarquer que son sujet était « un choc pour les conventions artistiques de la ville. »

— Andréa Fernandes.

## Parcours de l'œuvre
Eakins donne tout d'abord le tableau à son ami Max Schmitt. Après la mort de Schmitt en 1900, sa veuve en fut propriétaire jusqu'en 1930, date à laquelle elle le revendit à Susan Macdowell Eakins, la veuve de l'artiste. Madame Eakins le consigne à Babcock Galleries, à New York, où elle ne trouve pas d'acheteur. En 1934, il est acheté aux Milch Galleries, à New York, par le Metropolitan Museum of Art.

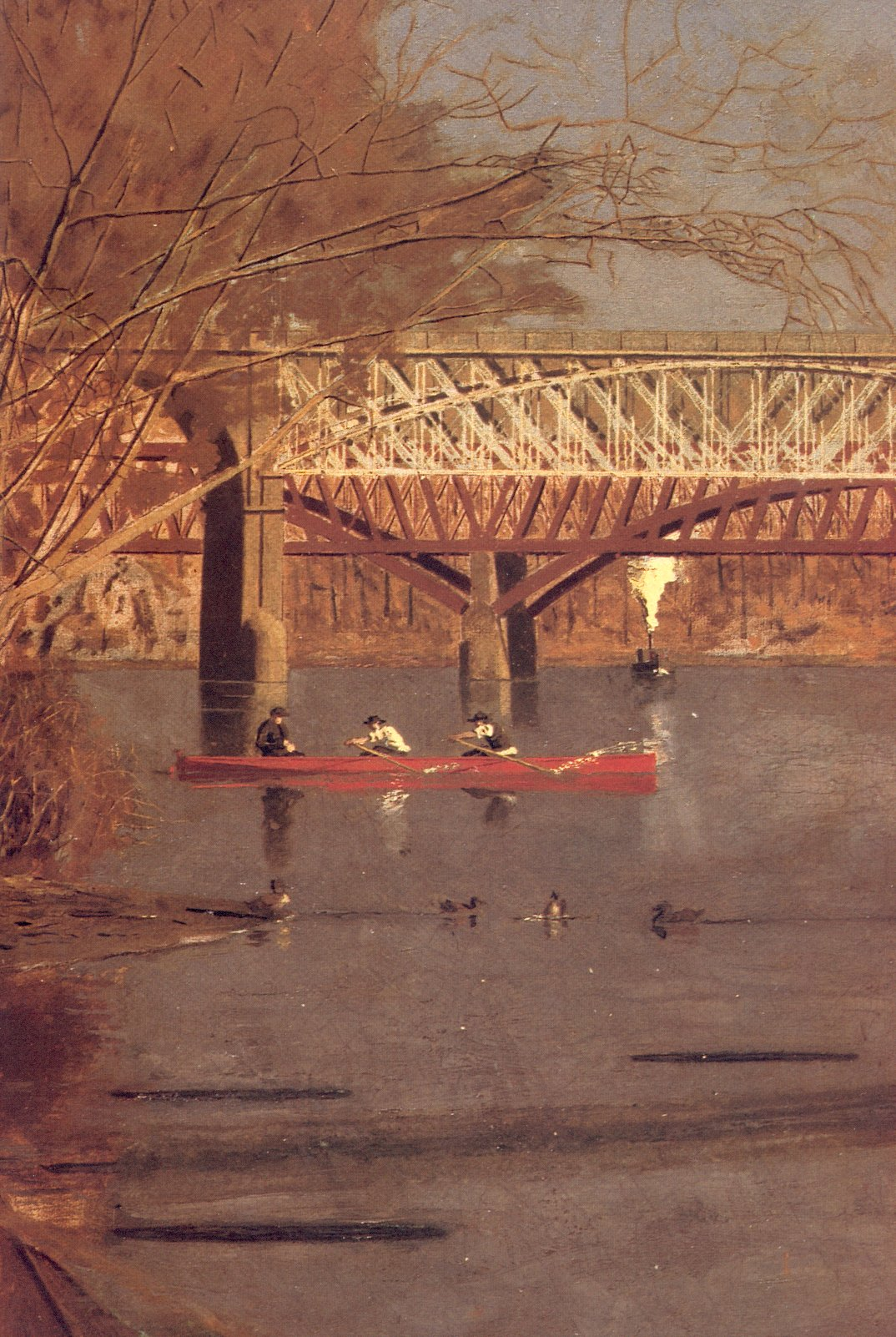
Détail : Pennsylvania Railroad Connecting Bridge, avec Girard Avenue Bridge au-delà.
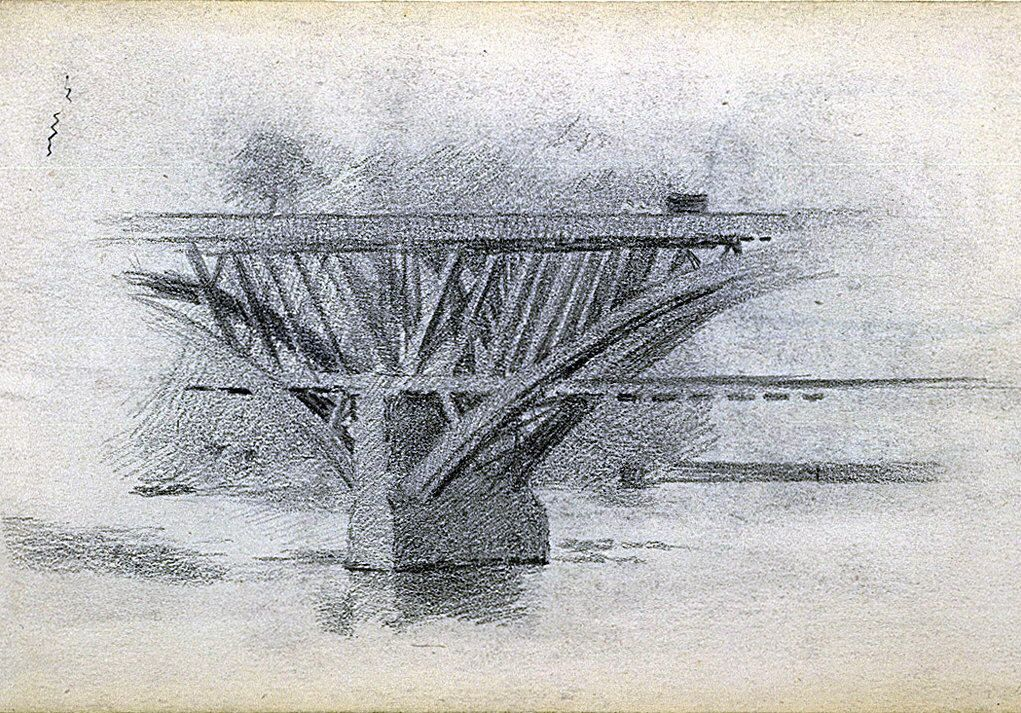
Dessin d'Eakins du pont de l'avenue Girard, musée Hirshhorn et du jardin de sculptures.
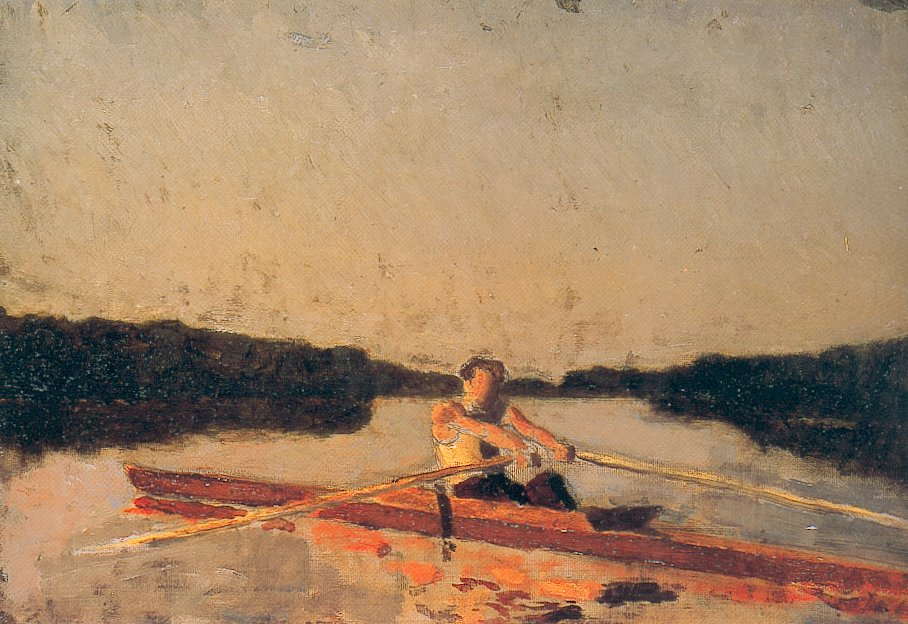
Croquis de Max Schmitt (vers 1870-1871), Philadelphia Museum of Art.
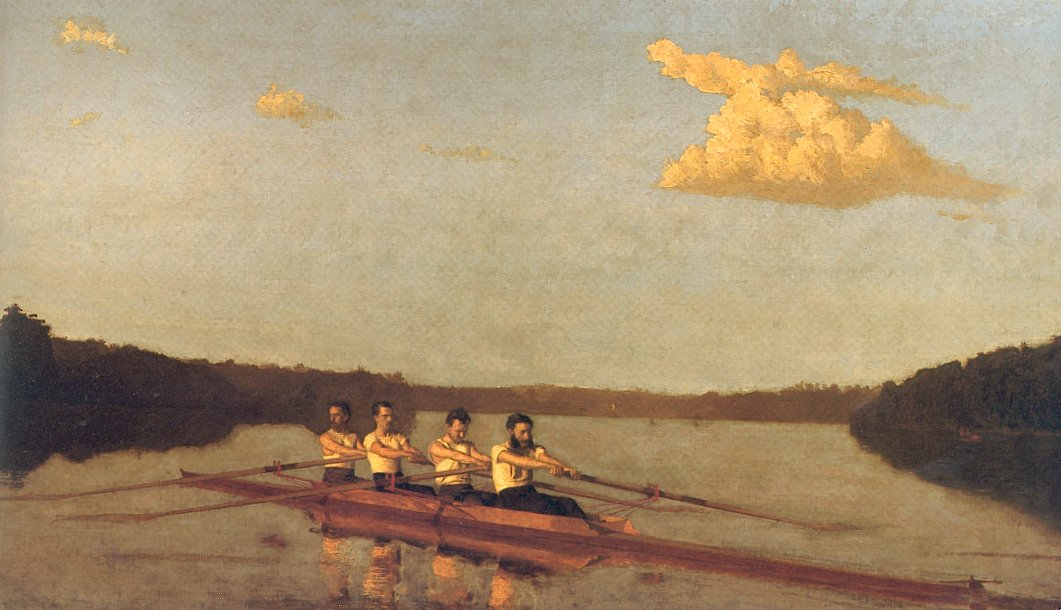
Oarsmen on the Schuylkill (The Pennsylvania Barge Four, vers 1874), Brooklyn Museum.